# Lauren Gibbemeyer
Lauren Gibbemeyer est une joueuse de volley-ball américaine née le 8 septembre 1988 à Rhode Island. Elle mesure 1,87 m et joue au poste de centrale. Elle totalise 92 sélections en équipe des États-Unis.

## Clubs
| Club                       | De        | À         |
| -------------------------- | --------- | --------- |
| University of Minnesota    | 2007-2008 | 2009-2010 |
| Toyota Auto Body Queenseis | 2011-2012 | 2011-2012 |
| Robursport Volley Pesaro   | 2012-2013 | 2012-2013 |
| Lokomotiv Bakou            | 2013-2014 | 2013-2014 |
| Imoco Volley Conegliano    | jan 2014  | mai 2014  |
| VBC Casalmaggiore          | 2014-2015 | …         |

## Palmarès

### Équipe nationale
- Grand Prix mondial
  - Vainqueur : 2015.
- World Grand Champions Cup
  - Finaliste : 2013.
- Coupe panaméricaine
  - Vainqueur : 2012, 2013[2].
- Championnat d'Amérique du Nord
  - Vainqueur : 2013, 2015.
- Championnat d'Amérique du Nord des moins de 20 ans
  - Vainqueur : 2006.

### Clubs
- Championnat d'Italie
  - Vainqueur : 2015.
- Supercoupe d'Italie
  - Vainqueur : 2015.
- Ligue des champions
  - Vainqueur : 2016.
- Championnat du monde des clubs
  - Finaliste : 2016.

### Distinctions individuelles
- Volley-ball féminin aux Jeux panaméricains de 2011: Meilleur contreuse.